# 丙戊酰胺
丙戊酰胺（英語：Valpromide）（赛诺菲－安万特公司以商品名Depamide销售），是丙戊酸的羧酰胺衍生物，用于治疗癫痫和某些情感障礙。它快速代谢（80%）为丙戊酸（另一种抗惊厥药），但其本身也具有抗惊厥特性。它可能比丙戊酸或丙戊酸钠产生更稳定的血浆浓度，并且可能在预防熱性痙攣方面更有效。然而，它作为肝微粒體环氧化物水解酶抑制剂的效力比丙戊酸强超过一百倍。这使得它与卡马西平不相容，并能影响身体清除其他毒素的能力。丙戊酰胺在妊娠期间的安全性并不比丙戊酸高。
丙戊酰胺由丙戊酸与氨反应生成，反应过程中会生成中间体酰氯。
纯净的丙戊酰胺为白色结晶粉末，熔点为125-126℃。它只溶于热水。丙戊酰胺在一些欧洲国家的市场上可以买到。
丙戊酰胺的抗癫痫作用比丙戊酸强2倍。